# Wybory prezydenckie na Ukrainie w 1999 roku
Wybory prezydenckie w Ukrainie w 1999 odbyły się w dwóch turach: 31 października i 14 listopada 1999.
Przed wyborami liderzy „antykuczmowskiej” opozycji (m.in. Ołeksandr Moroz i Jewhen Marczuk) prowadzili szereg rozmów celem wyłonienia jednego kandydata, które nie doprowadziły do porozumienia. Ostatecznie głównymi rywalami okazali się walczący o reelekcję Łeonid Kuczma oraz lider komunistów Petro Symonenko. Urzędujący prezydent wygrał obie tury, zapewniając sobie ponowny wybór na 5-letnią kadencję.

## Wyniki I tury wyborów
| Kandydat                     | Partia                                            | Głosy     | %      |
| ---------------------------- | ------------------------------------------------- | --------- | ------ |
| Łeonid Kuczma                | bezpartyjny (popierany m.in. przez NDP i SDPU(O)) | 9.598.672 | 36,49% |
| Petro Symonenko              | Komunistyczna Partia Ukrainy                      | 5.849.077 | 22,24% |
| Ołeksandr Moroz              | Socjalistyczna Partia Ukrainy                     | 2.969.896 | 11,29% |
| Natalia Witrenko             | Postępowa Partia Socjalistyczna Ukrainy           | 2.886.972 | 10,97% |
| Jewhen Marczuk               | bezpartyjny (popierany m.in. przez ChNS)          | 2.138.356 | 8,13%  |
| Jurij Kostenko               | bezpartyjny (popierany m.in. przez część NRU)     | 570.623   | 2,17%  |
| Hennadij Udowenko            | Ludowy Ruch Ukrainy, Reformy i Porządek           | 319.778   | 1,22%  |
| Wasyl Onopenko               | Ukraińska Partia Socjaldemokratyczna              | 124.040   | 0,47%  |
| Ołeksandr Rżawśkyj           | Jedyna Rodzina                                    | 96.515    | 0,37%  |
| Jurij Karmazin               | Partia Obrońców Ojczyzny                          | 90.793    | 0,35%  |
| Witalij Kononow              | Partia Zielonych Ukrainy                          | 76.832    | 0,29%  |
| Ołeksandr Bazyljuk           | Słowiańska Partia Ukrainy                         | 36.012    | 0,14%  |
| Mykoła Haber                 | Patriotyczna Partia Ukrainy                       | 31.829    | 0,12%  |
| Przeciw wszystkim kandydatom |                                                   | 477.019   | 1,81%  |

## Wyniki II tury wyborów
| Kandydat                     | Partia                       | Głosy      | %      |
| ---------------------------- | ---------------------------- | ---------- | ------ |
| Łeonid Kuczma                | bezpartyjny                  | 15.870.722 | 56,25% |
| Petro Symonenko              | Komunistyczna Partia Ukrainy | 10.665.420 | 37,80% |
| Przeciw wszystkim kandydatom |                              | 970.181    | 3,44%  |